# 산 파올로 병원 (밀라노)
산 파올로 병원(이탈리아어: Ospedale San Paolo, 성 바울로 병원)은 밀라노에 있는 병원으로, 2016년 1월 1일부터 밀라노의 산 카를로 보로메오 병원과 함께 ASST 성 바울로와 가롤로(이탈리아어: ASST Santi Paolo e Carlo)에 행정적으로 포함되었다.

## 같이 보기
- 밀라노 대학교 국제 의과 대학
- 사도 바울로
- 가롤로 보로메오